# Myanmar
Myanmar (tiếng Miến Điện: မြန်မာ), tên chính thức là Cộng hòa Liên bang Myanmar, còn gọi là Miến Điện (tên chính thức cho đến năm 1989), là một quốc gia tại Đông Nam Á. Myanmar có biên giới với Bangladesh, Ấn Độ, Trung Quốc, Lào và Thái Lan. Một phần ba tổng chu vi của Myanmar là đường bờ biển giáp với vịnh Bengal và biển Andaman. Theo số liệu điều tra nhân khẩu năm 2014, Myanmar có 51 triệu cư dân. Myanmar có diện tích 676.577 km² (261.288 mi²). Thủ đô của quốc gia này là Naypyidaw còn thành phố lớn nhất là Yangon.
Các nền văn minh ban đầu tại Myanmar gồm có các thị quốc Pyu nói tiếng Tạng-Miến tại khu vực Thượng Miến và các vương quốc Mon tại khu vực Hạ Miến. Đến thế kỷ IX, người Miến tiến đến thung lũng Thượng Irrawaddy, họ lập nên Vương quốc Pagan trong thập niên 1050, và sau đó ngôn ngữ-văn hóa Miến cùng Phật giáo Nam Tông dần dần chiếm ưu thế tại Myanmar. Vương quốc Pagan sụp đổ trước các cuộc xâm chiếm của quân Mông Cổ, và xuất hiện một số quốc gia thường xuyên giao chiến với nhau. Đến thế kỷ XVI, Myanmar tái thống nhất dưới Triều Taungoo, sau đó từng trở thành quốc gia lớn nhất trong lịch sử Đông Nam Á. Đến đầu thế kỷ XIX, lãnh thổ của triều Konbaung bao gồm Myanmar ngày nay và cũng từng kiểm soát Manipur và Assam trong thời gian ngắn. Người Anh chiếm được Myanmar sau ba cuộc chiến tranh trong thế kỷ XIX và quốc gia này trở thành một thuộc địa của Anh. Myanmar trở thành một quốc gia độc lập vào năm 1948, ban đầu là một quốc gia dân chủ, song nằm dưới chế độ độc tài quân sự sau cuộc đảo chính năm 1962.
Trong hầu hết thời gian độc lập, Myanmar xảy ra xung đột dân tộc tràn lan, trở thành một trong các cuộc nội chiến kéo dài nhất vẫn đang diễn ra. Thời gian này, Liên Hợp Quốc và một số tổ chức khác ghi nhận các tội ác vi phạm nhân quyền tại đây. Năm 2011, chính quyền quân sự chính thức giải tán sau tổng tuyển cử năm 2010, và một chính phủ dân sự trên danh nghĩa nhậm chức. Điều này cùng với hành động phóng thích Aung San Suu Kyi và các tù nhân chính trị, đã cải thiện hồ sơ nhân quyền và quan hệ ngoại giao của Myanmar, kéo theo nới lỏng các chế tài mậu dịch và kinh tế khác. Trong tổng tuyển cử năm 2015, đảng của Aung San Suu Kyi giành đa số tại lưỡng viện quốc hội, song các lãnh đạo quân sự vẫn nắm giữ quyền lực rất lớn trong nước, và đến ngày 1 tháng 2 năm 2021 thì phát động chính biến giành lại quyền lực.
Myanmar giàu tài nguyên ngọc và đá quý, dầu mỏ, khí thiên nhiên và các loại khoáng sản khác. Năm 2016, GDP danh nghĩa ở mức 68.277 tỷ USD và GDP theo sức mua tương đương đạt 6,501 tỷ USD. Khoảng cách thu nhập tại Myanmar nằm vào hàng rộng nhất trên thế giới, do phần lớn kinh tế nằm dưới quyền kiểm soát của những người ủng hộ chính phủ quân sự cũ. Tính đến  năm 2014, Myanmar có chỉ số phát triển con người HDI ở mức thấp, xếp thứ 148 trong số 188 quốc gia được đánh giá.
Hiện nay Myanmar đang chìm trong tình trạng bạo lực và nội chiến kể từ sau cuộc đảo chính 2021 .

## Tên gọi
"Miến Điện" hay "Diến Điện" (chữ Hán: 緬甸) là tên nước này được người Việt Nam đọc theo cách gọi của người Trung Quốc. "Miến" có nghĩa là xa tắp, xa vời, xa tít tắp. "Điện" là chỉ vùng đất nằm bên ngoài "giao". Theo cách gọi của người Trung Quốc thì tường trong của thành gọi là "thành", tường ngoài gọi là "quách". Vùng ngoại vi của quách gọi là "giao". Vùng đất bên ngoài giao gọi là "điện", cách thành khoảng từ một trăm dặm trở lên. "Miến Điện" ý là vùng ngoại thành xa xôi.
Myanmar là tên gọi bắt nguồn từ tên địa phương Myanmar Naingngandaw. Nó được sử dụng vào đầu thế kỷ XII nhưng nguồn gốc của nó vẫn còn chưa được sáng tỏ. Một gốc của tên gọi này là từ Brahmadesh trong tiếng Phạn có nghĩa là "mảnh đất của Brahma", vị thần Hindu giáo của mọi sinh vật.
Năm 1989, hội đồng quân sự đổi tên tiếng Anh từ Burma thành Myanmar, cùng với nhiều thay đổi trong tên gọi tiếng Anh của nhiều vùng trong đất nước, chẳng hạn tên gọi trước kia của thủ đô đổi từ Rangoon thành Yangon. Tuy vậy, tên chính thức của đất nước trong tiếng Myanmar là Myanmar vẫn không đổi. Trong tiếng Myanmar, Myanmar là tên quốc gia, trong khi Bama (Burma lấy nguồn gốc từ đây) là tên gọi thông dụng.
Sự thay đổi trong tên gọi là biểu hiện của một cuộc tranh cãi chính trị. Nhiều nhóm người Myanmar tiếp tục sử dụng tên "Burma" vì họ không chấp nhận tính hợp pháp của chính quyền quân sự cũng như sự đổi tên đất nước. Một vài chính phủ phương Tây, chẳng hạn Hoa Kỳ, Úc, Ireland và Anh tiếp tục sử dụng tên "Burma", trong khi Liên minh châu Âu sử dụng cả hai. Liên Hợp Quốc sử dụng tên "Myanmar".
Việc sử dụng tên "Burma" vẫn còn phổ biến ở Hoa Kỳ và Anh. Trong tiếng Anh, người ta vẫn dùng từ "Burmese" như một tính từ.
Sau khi giành được độc lập từ Đế quốc Anh, Myanmar đã sử dụng các quốc hiệu sau:
- Liên bang Miến Điện: 1948-1974
- Cộng hòa Xã hội chủ nghĩa Liên bang Burma: 1974-1988
- Liên bang Myanmar: 1988-2011 (từ năm 1989 thì quốc hiệu tiếng Anh dùng Myanmar thay cho Burma)
- Cộng hòa Liên bang Myanmar: 2010-nay

Ngoài ra, người miền tây Nam Bộ ngày xưa còn gọi nước Burma là nước Cù Là (nguồn gốc tên dầu cù là - một loại dầu thoa ngoài da người Việt hay dùng).

## Lịch sử

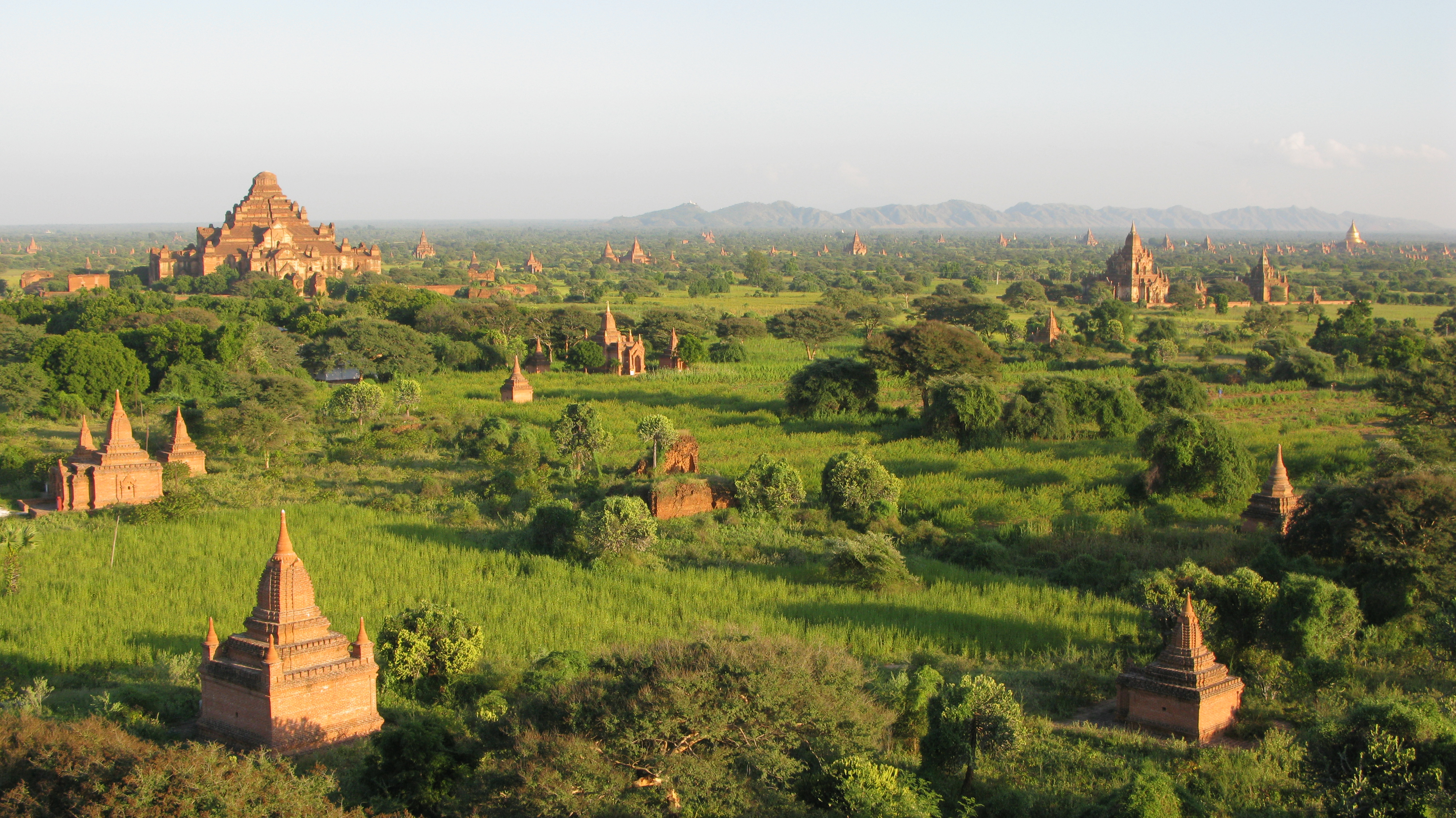
Các chùa và đền tại Bagan ngày nay, nơi từng là thủ đô của Vương quốc Pagan

Người Môn được cho là nhóm người đầu tiên di cư tới vùng hạ lưu châu thổ sông Ayeyarwady (ở phía nam Myanmar) và tới khoảng giữa thập niên 900 trước Công nguyên họ đã giành quyền kiểm soát khu vực này.
Sau đó, vào thế kỷ thứ I trước Công nguyên, người Pyu di cư tới đây và tiến tới xây dựng các thành bang có quan hệ thương mại với Ấn Độ và Trung Quốc. Trong đó, mạnh nhất là vương quốc Sri Ksetra, nhưng nó bị từ bỏ năm 656. Sau đó, một quá trình tái lập quốc diễn ra, nhưng đến giữa thập niên 800 thì bị người Nam Chiếu xâm lược.
Vào khoảng trước những năm 800, người Bamar (người Miến Điện) bắt đầu di cư tới châu thổ Ayeyarwady từ Tây Tạng hiện nay. Tới năm 849, vương quốc họ đã thành lập xung quanh trung tâm Pagan trở nên hùng mạnh. Trong giai đoạn Anawratha trị vì (1044-1077), người Miến Điện đã mở rộng ảnh hưởng ra khắp Myanmar hiện nay. Tới thập niên 1100, nhiều vùng lớn thuộc lục địa Đông Nam Á đã thuộc quyền kiểm soát của vương quốc Pagan, thường được gọi là Đế chế Miến Điện thứ nhất với kinh đô tại Mandalay. Tới cuối thập niên 1200, Hốt Tất Liệt đã thống lĩnh quân Mông Cổ xâm lược Vương quốc Pagan, nhưng tới năm 1364 người Miến Điện đã tái lập vương quốc của họ tại Ava, nơi văn hóa Miến Điện bắt đầu bước vào giai đoạn phát triển rực rỡ. Tuy nhiên, vào năm 1527 người Shan cướp phá Ava. Trong lúc ấy người Mon thiết lập địa điểm mới của họ tại Pegu, nơi này đã trở thành một trung tâm tôn giáo và văn hóa lớn.
Những người Miến Điện đã phải chạy trốn khỏi Ava thành lập Vương quốc Toungoo năm 1531 tại Toungoo, dưới quyền Tabinshwehti, người đã tái thống nhất Miến Điện và lập ra Đế chế Miến Điện thứ hai. Vì sự ảnh hưởng ngày càng tăng từ châu Âu ở Đông Nam Á, Vương quốc Toungoo trở thành một trung tâm thương mại lớn. Bayinnaung đã mở rộng đế chế bằng cách chinh phục các lãnh thổ Manipur, Chiang Mai, Ayutthaya, Shan, Nagaland, Tripura, Mizoram, Assam, Sikkim, Bhutan, Chittagong, Dhaka, Rajshahi, Rangpur và một số vùng đất thuộc tỉnh Vân Nam của Trung Quốc gồm Đức Hoành, Nộ Giang, Bảo Sơn và Phổ Nhĩ. Những cuộc nổi loạn bên trong cũng như sự thiếu hụt các nguồn tài nguyên cần thiết để kiểm soát các vùng mới giành được dẫn tới sự sụp đổ của Vương quốc Toungoo. Anaukpetlun, người đã đẩy lùi cuộc xâm lăng của Bồ Đào Nha, đã lập nên một vương triều mới tại Ava năm 1613. Cuộc nổi dậy trong nước của người Mon, với sự trợ giúp của Pháp, khiến vương quốc sụp đổ năm 1752.

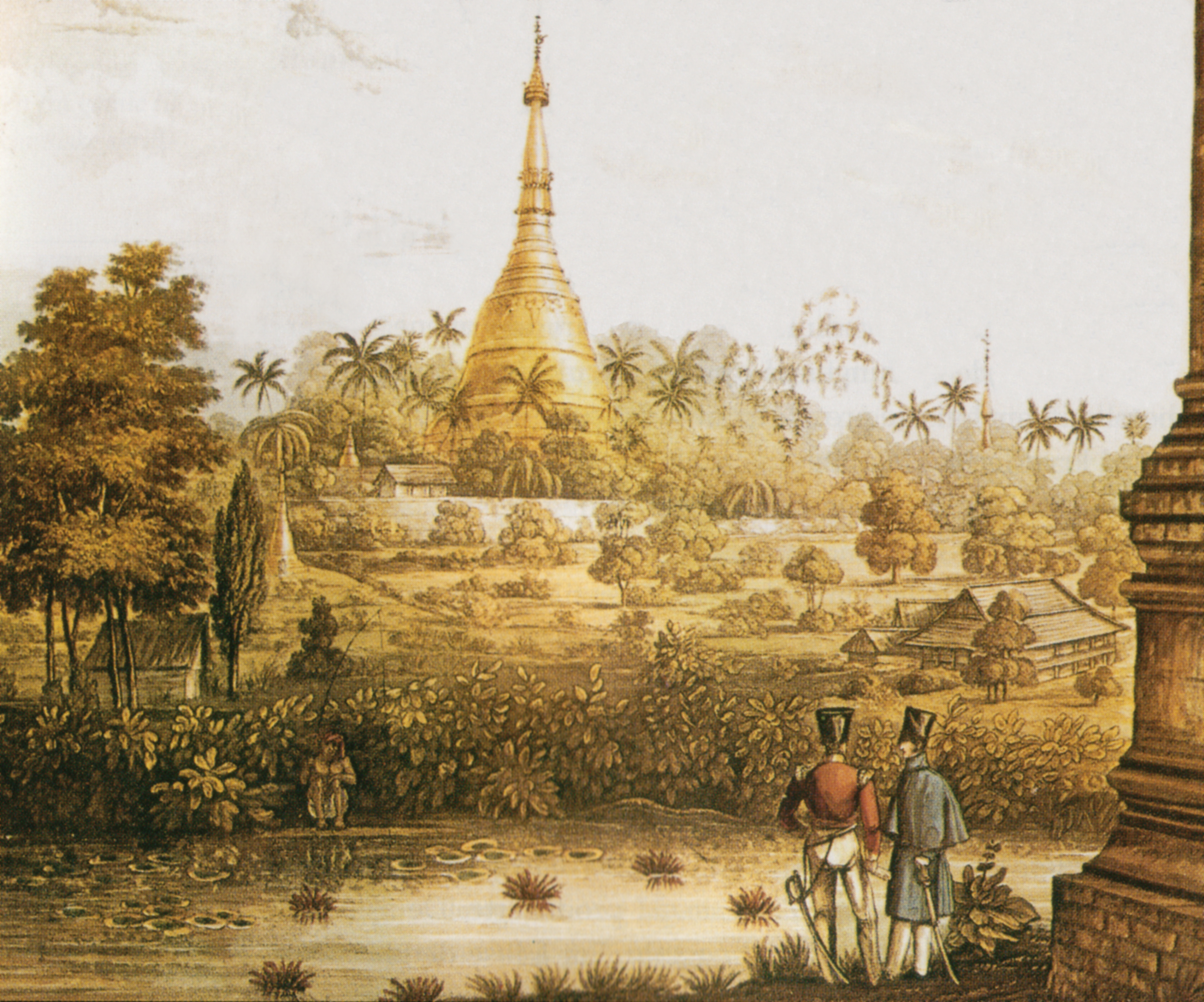
Một bản in thạch năm 1825 của Anh về ngôi chùa Shwedagon cho thấy buổi đầu xâm nhập của người Anh tại Miến Điện trong giai đoạn Chiến tranh Anh-Miến lần thứ nhất

Alaungpaya thành lập nên Triều đại Konbaung và Đế chế Miến Điện thứ ba vào khoảng thập niên 1700. Năm 1767, Vua Hsinbyushin chinh phục Ayutthaya và Ceylon dẫn tới việc văn hóa Thái Lan và văn hóa Ceylon có ảnh hưởng lớn tới văn hóa Miến Điện. Nhà Thanh (Trung Quốc) lo ngại sự lớn mạnh của Miến Điện, đã bốn lần xâm lược nước này trong khoảng thời gian từ 1766 đến 1769 nhưng không lần nào thành công. Các triều đại sau này mất quyền kiểm soát Ayutthaya, nhưng chiếm thêm được Arakan và Tenasserim. Dưới thời cai trị của Vua Bagyidaw, năm 1824, Mahabandoola chiếm Assam, sát lãnh thổ Anh ở Ấn Độ, gây nên một cuộc chiến tranh. Trong các cuộc chiến tranh Anh-Miến (1823-26, 1852-53 và 1885-87), Miến Điện mất một số lãnh thổ vào tay người Anh và trở thành một tỉnh của Ấn Độ thuộc Anh. Ngày 1 tháng 4 năm 1937, Miến Điện trở thành một thuộc địa hành chính riêng biệt, độc lập khỏi quyền hành chính Ấn Độ. Trong thập niên 1940, Ba mươi chiến hữu, do Aung San lãnh đạo đã lập nên Quân đội Miến Điện độc lập. Ba mươi chiến hữu được huấn luyện quân sự tại Nhật Bản.
Trong Chiến tranh thế giới thứ hai Miến Điện trở thành một mặt trận chính tại Mặt trận Đông Nam Á. Sau những thắng lợi ban đầu của Nhật Bản tại Mặt trận Miến Điện, trong đó người Anh bị đẩy lùi khỏi đa phần Miến Điện, Đồng Minh đã phản công. Tới tháng 7 năm 1945 họ đã chiếm lại toàn bộ nước này. Người Miến Điện chiến đấu cho cả hai phía trong cuộc chiến. Họ chiến đấu trong Đội quân Miến Điện Anh năm 1941-1942. Năm 1943, Chin Levies và Kachin Levies đã được thành lập ở các quận biên giới Miến Điện và vẫn thuộc quyền kiểm soát của người Anh. Đội quân Miến Điện chiến đấu trong thành phần Chindit dưới quyền Tướng Orde Wingate từ 1943-1945. Ở giai đoạn sau của cuộc chiến, người Mỹ đã lập ra Đội biệt kích Kachin-Hoa Kỳ cũng chiến đấu cho quân Đồng Minh. Nhiều người Miến Điện khác chiến đấu trong lực lượng SOE của Anh. Quân đội Miến Điện độc lập dưới quyền chỉ huy của Aung San và Quân đội quốc gia Arakan đã chiến đấu với Nhật Bản từ 1942-1944, nhưng đã nổi lên chống lại người Nhật năm 1945.

### Độc lập
Năm 1947, Aung San trở thành Phó chủ tịch Ủy ban hành pháp Miến Điện, một chính phủ chuyển tiếp. Tuy nhiên, trong tháng 7 năm 1947, các đối thủ chính trị đã ám sát Aung San và nhiều thành viên chính phủ khác. Ngày 4 tháng 1 năm 1948, quốc gia này trở thành một nước cộng hòa độc lập, với cái tên Liên bang Myanmar, với Sao Shwe Thaik là tổng thống đầu tiên và U Nu là thủ tướng. Không giống như đa số các thuộc địa của Anh, nước này không trở thành một thành viên của Khối Thịnh vượng chung bởi vì họ đã giành lại độc lập trước khi Khối thịnh vượng chung cho phép các nước cộng hòa trở thành một thành viên của nó. Một hệ thống chính trị lưỡng viện được thành lập gồm Viện đại biểu và Viện quốc gia. Vùng địa lý hiện nay của Myanmar có thể suy ngược từ Thỏa ước Panglong, là toàn bộ Miến Điện gồm Hạ Miến và Thượng Miến và Các vùng biên giới, đã từng được quản lý hành chính độc lập bởi Anh.
Năm 1961 U Thant, khi ấy là Đại biểu thường trực của Miến Điện tại Liên Hợp Quốc và cựu Thư ký Thủ tướng, được bầu làm Tổng thư ký Liên Hợp Quốc; ông là người đầu tiên không xuất thân từ phương Tây lãnh đạo một tổ chức quốc tế nào cho tới lúc ấy và đã đảm nhiệm chức vụ này trong vòng mười năm. Trong số những người Miến Điện làm việc tại Liên Hợp Quốc khi ông đang giữ chức Tổng thư ký có cô gái trẻ Aung San Suu Kyi.

### Chính phủ quân quản (1962-2011)
Giai đoạn dân chủ kết thúc năm 1962 với một cuộc đảo chính quân sự do Tướng Ne Win lãnh đạo. Ông này cầm quyền trong 26 năm và theo đuổi chính sách xã hội chủ nghĩa. Năm 1974, Myanmar lấy quốc hiệu mới là Cộng hòa Xã hội chủ nghĩa Liên bang Miến Điện. Cùng năm này, đám tang của U Thant dẫn tới một cuộc biểu tình chống chính phủ đẫm máu.
Năm 1988, Cuộc nổi dậy 8888 đẩy đất nước tới bờ vực cách mạng. Để đối phó, Tướng Saw Maung tiến hành một cuộc đảo chính. Ông thành lập Hội đồng Khôi phục Trật tự và Luật pháp Liên bang (SLORC). Myanmar quay trở lại quốc hiệu Liên bang Myanmar. Năm 1989, thiết quân luật được ban bố sau những cuộc biểu tình rộng lớn. Các kế hoạch bầu cử Quốc hội đã hoàn thành ngày 31 tháng 5 năm 1989. Năm 1990, lần đầu tiên các cuộc bầu cử tự do được tổ chức trong vòng 30 năm. Liên minh Quốc gia vì Dân chủ, đảng của bà Aung San Suu Kyi, giành được 392 trong tổng số 485 ghế, nhưng kết quả bầu cử bị SLORC hủy bỏ và họ từ chối giao lại quyền lực. SLORC đổi tên Miến Điện (Burma) thành Myanmar vào năm 1989. Dưới sự lãnh đạo của Than Shwe, từ năm 1992 chính quyền quân sự tiến hành các thỏa thuận ngừng bắn với các nhóm du kích thiểu số. Năm 1992, SLORC tiết lộ kế hoạch ban hành hiến pháp mới thông qua Hội nghị Quốc gia, bắt đầu ngày 9 tháng 1 năm 1993. Năm 1997, Hội đồng Khôi phục Trật tự và Luật pháp Liên bang được đổi tên thành Hội đồng Hòa bình và Phát triển Liên bang (SPDC). Ngày 23 tháng 6 năm 1997, Myanmar gia nhập Hiệp hội các quốc gia Đông Nam Á. Hội nghị Quốc gia tiếp tục được triệu tập và hoãn lại. Nhiều đảng lớn, đặc biệt Liên minh Quốc gia vì Dân chủ, đã bị trục xuất và có ít tiến bộ đã được hoàn thành. Ngày 27 tháng 3 năm 2006, hội đồng quân sự dời thủ đô từ Yangon tới một địa điểm gần Pyinmana, đặt tên chính thức cho nó là Naypyidaw, có nghĩa "vùng đất của những ông vua". Năm 2010, Myanmar đổi quốc hiệu thành Cộng hòa Liên bang Myanmar.

### Đảo chính và nội chiến (2021-hiện tại)

Tình hình chiến sự tại Myanmar as of 4 April 2025. Khu vực do Tatmadaw kiểm soát là màu.

Ngày 1 tháng 2 năm 2021, Quân đội Myanmar tiến hành đảo chính lật đổ chính phủ thường dân sau khi cáo buộc Liên minh Quốc gia vì Dân chủ gian lận bầu cử trong cuộc tổng tuyển cử năm 2021. Suu Kyi và những thành viên khác của Liên minh Quốc gia vì Dân chủ bị bắt giữ và tổng tư lệnh quân đội Min Aung Hliang lên nắm quyền. Nội chiến bùng phát giữa chính phủ quân quản và phe đối lập vũ trang, bao gồm Chính phủ Đoàn kết dân tộc, Quân phòng vệ nhân dân và các tổ chức vũ trang dân tộc.

## Địa lý
Myanmar có tổng diện tích 678.500 kilômét vuông (261.970 dặm vuông), là nước lớn nhất trong lục địa Đông Nam Á, và là nước lớn thứ 40 trên thế giới (sau Zambia).
Myanmar nằm giữa Khu Chittagong của Bangladesh và Assam, Nagaland và Manipur của Ấn Độ ở phía tây bắc. Nó có đường biên giới dài nhất với Tây Tạng và Vân Nam của Trung Quốc ở phía đông bắc với tổng chiều dài 2.185 km (1.358 dặm). Myanmar giáp biên giới với Lào và Thái Lan ở phía đông nam. Myanmar có đường bờ biển dài 1.930 km (1.199 dặm) dọc theo Vịnh Bengal và Biển Andaman ở phía tây nam và phía nam, chiếm một phần ba tổng chiều dài biên giới.
Đồng bằng Ayeyarwady, diện tích gần 50.400 km², phần lớn canh tác lúa gạo Ở phía bắc, núi Hengduan Shan tạo nên biên giới với Trung Quốc. Hkakabo Razi, nằm tại Bang Kachin, ở độ cao 5.881 m (19.295 feet), là điểm cao nhất Myanmar. Các dãy núi Rakhine Yoma, Bago Yoma và Cao nguyên Shan nằm bên trong Myanmar, cả ba đều chạy theo hướng bắc-nam từ dãy Himalaya. Các dãy núi phân chia ba hệ thống sông của Myanmar, là Ayeyarwady, Thanlwin và Sittang. Sông Ayeyarwady, con sông dài nhất Myanmar, gần 2.170 km (1.348 dặm), chảy vào Vịnh Martaban. Các đồng bằng màu mỡ nằm ở các thung lũng giữa các dãy núi. Đa số dân cư Myanmar sống trong thung lũng Ayeyarwady, nằm giữa Rakhine Yoma và Cao nguyên Shan.

### Khí hậu

Phân loại khí hậu Köppen của Myanmar

Đa phần Myanmar nằm giữa chí tuyến Bắc và Xích đạo. Myanmar nằm trong vùng gió mùa châu Á, các vùng bờ biển của nó nhận lượng mưa trung bình 5.000 mm (197 in) hàng năm. Lượng mưa hàng năm tại vùng đồng bằng gần 2.500 mm (98 in), trong khi lượng mưa trung bình hàng năm tại Vùng Khô, nằm ở trung tâm Myanmar, chưa tới 1.000 mm (39 in). Các vùng phía bắc đất nước có khí hậu lạnh nhất, nhiệt độ trung bình 21 °C (70 °F). Các vùng duyên hải và đồng bằng có nhiệt độ trung bình 32 °C (90 °F).
Tốc độ tăng trưởng kinh tế chậm của Myanmar góp phần giữ gìn môi trường và các hệ sinh thái. Rừng, gồm rừng nhiệt đới với loại gỗ tếch có giá trị kinh tế cao ở vùng hạ Myanmar, bao phủ 49% diện tích đất nước. Các loại cây khác mọc ở vùng này gồm cao su, cây keo, tre, lim, đước, dừa, cọ. Trên những cao nguyên phía bắc, sồi, thông, và nhiều giống đỗ quyên khác bao phủ đa phần diện tích. Những vùng đất dọc bờ biển có nhiều cây ăn trái nhiệt đới. Tại Vùng Khô, thực vật thưa thớt và còi cọc hơn.
Các loại động vật rừng rậm tiêu biểu, đặc biệt hổ và báo có nhiều tại Myanmar. Ở vùng Thượng Myanmar, có tê giác, trâu rừng, lợn lòi, hươu, linh dương và voi nhà, sử dụng nhiều nhất trong công nghiệp khai thác gỗ. Các loài có vú nhỏ hơn cũng rất nhiều từ vượn, khỉ tới cáo bay và heo vòi. Đáng chú ý là sự đa dạng các loài chim với hơn 800 loài gồm vẹt, peafowl, gà lôi, quạ, diệc và gõ kiến (paddybird). Trong số các loài bò sát có cá sấu, tắc kè, rắn mang bành, trăn và rùa. Hàng trăm loài cá nước ngọt, rất phong phú và là nguồn thực phẩm quan trọng.

## Chính trị
- Min Aung Hlaing (trái), quyền tổng thống, chủ tịch Hội đồng Hành chính Nhà nước kiêm thủ tướng
- Soe Win (phải), phó chủ tịch Hội đồng Hành chính Nhà nước kiêm phó thủ tướng

Myanmar là một nước cộng hòa đơn nhất de jure theo Hiến pháp năm 2008. Tháng 2 năm 2021, chính phủ thường dân của Aung San Suu Kyi bị Tatmadaw lật đổ trong một cuộc đảo chính. Quân đội Myanmar tuyên bố tình trạng khẩn cấp một năm và Phó Tổng thống thứ nhất Myint Swe trở thành quyền tổng thống. Swe giao lại quyền lực cho Tổng tư lệnh Các lực lượng phòng vệ Min Aung Hlaing. Hlaing trở thành chủ tịch Hội đồng Hành chính Nhà nước, sau đó là thủ tướng. Tổng thống là nguyên thủ quốc gia de jure, trong khi chủ tịch Hội đồng Hành chính Nhà nước là người đứng đầu chính phủ trên thực tế.

### Quan hệ đối ngoại
Quan hệ ngoại giao của Myanmar, đặc biệt với các nước phương Tây, đã rơi vào tình trạng căng thẳng. Hoa Kỳ đã áp đặt các biện pháp trừng phạt rộng lớn với Myanmar vì sự đàn áp quân sự năm 1988 và vì sự từ chối thừa nhận các kết quả cuộc bầu cử Quốc hội Nhân dân năm 1990 của chế độ quân sự. Tương tự, Liên minh châu Âu đã áp đặt lệnh cấm vận lên Myanmar, gồm cả cấm vận vũ khí, ngừng ưu tiên thương mại và hoãn toàn bộ viện trợ ngoại trừ viện trợ nhân đạo. Những biện pháp cấm vận của Hoa Kỳ và Liên minh châu Âu chống lại chính phủ quân sự, cộng với sự tẩy chay và những sức ép trực tiếp khác từ người dân ở các nước phương Tây ủng hộ phong trào dân chủ Myanmar, khiến đa số các công ty Hoa Kỳ và châu Âu phải rời khỏi nước này. Tuy nhiên, nhiều công ty khác vẫn còn ở lại nhờ các kẽ hở của biện pháp cấm vận. Nói chung các tập đoàn ở châu Á vẫn muốn đầu tư vào Myanmar và tiến hành thực hiện các dự án đầu tư mới, đặc biệt trong lĩnh vực khai thác tài nguyên thiên nhiên. Công ty dầu mỏ Pháp Total S.A. hiện đang điều hành đường ống dẫn khí Yadana từ Myanmar tới Thái Lan dù có lệnh cấm vận của Liên minh châu Âu. Total hiện là bị đơn của nhiều vụ khiếu kiện tại Pháp liên quan tới cái gọi là mối quan hệ với những vụ vi phạm nhân quyền liên quan tới đường ống dẫn khí họ đang đồng sở hữu với các công ty Hoa Kỳ Chevron và Tatmadaw. Trước khi bị Chevron thâu tóm, Unocal đã giải quyết một vụ kiện tụng liên quan tới nhân quyền với phí tổn được thông báo lên tới nhiều triệu dollar. Vẫn còn những cuộc tranh cãi sôi nổi về việc liệu các biện pháp trừng phạt của Hoa Kỳ có mang lại kết quả trái ngược trên cuộc sống của người dân chứ không phải với những nhà cầm quyền quân sự.
Chính sách đối ngoại của Myanmar là quan hệ hữu nghị với tất cả các nước trên thế giới đặc biệt với các nước láng giềng, khu vực trên nguyên tắc tôn trọng độc lập, chủ quyền, toàn vẹn lãnh thổ của nhau, không xâm lược nhau, không can thiệp vào công việc nội bộ của nhau, bình đẳng cùng có lợi. Myanmar là thành viên của Tổ chức ASEAN, Phong trào không liên kết và Liên Hợp Quốc.
Từ khi Myanmar được kết nạp vào ASEAN (tháng 7 năm 1997), quan hệ Myanmar với các nước ASEAN ngày càng được tăng cường và cải thiện. Myanmar tích cực tham gia các hoạt động của ASEAN, kiên trì bảo vệ nguyên tắc không can thiệp vào công việc nội bộ và đồng thuận của ASEAN để bảo vệ lợi ích của mình.
Hiện nay, Mỹ và EU điều chỉnh chính sách với Myanmar theo hướng mềm mỏng hơn, triển khai cả hai biện pháp là trừng phạt và tiếp cận nhằm đạt được cùng mục tiêu; Mỹ sẽ từng bước dỡ bỏ cấm vận và cải thiện quan hệ nếu Myanmar đáp ứng yêu cầu của Mỹ, có những tiến bộ thực chất.
Tuy bị sức ép mạnh của chính quyền Mỹ và các nước phương Tây, nhưng quan hệ của Myanmar với các tổ chức phi chính phủ hoặc có tính nhân dân của các nước phương Tây, kể cả Mỹ, Anh vẫn được duy trì. Các nước này vẫn tiếp tục giúp đỡ Myanmar các dự án xây dựng trường học, giúp đào tạo y tế, dân sinh...

### Quân sự
Các lực lượng vũ trang Myanmar được gọi là Tatmadaw, với số lượng 488.000 người. Tatmadaw gồm các lực lượng vũ trang, hải quân và không quân. Myanmar được xếp hạng thứ 10 trên thế giới theo số lượng binh lính của mình. Quân đội có nhiều ảnh hưởng trong nước, các vị trí chủ chốt trong chính phủ và trong quân đội đều do các sĩ quan quân sự nắm giữ. Dù những con số chính thức về chi tiêu quân sự của Myanmar không được công bố, Viện nghiên cứu Hòa bình Quốc tế Stockholm, trong bảng xếp hạng hàng năm của mình đã đặt Myanmar trong số 15 nước chi tiêu quân sự nhiều nhất thế giới.
Đầu tháng 2/2011,Quốc hội Myanmar đã bầu Thủ tướng mãn nhiệm trước đây là tướng lãnh, ông Thein Sein làm tổng thống dân sự đầu tiên sau gần 50 năm cầm quyền của quân đội.

### Phân cấp hành chính
Myanmar được chia thành 7 bang và 7 vùng hành chính. Vùng lớn nhất là Bamar (တိုင်းဒေသကြီး). Các bang (ပြည်နယ်), thực chất, là các vùng sinh sống của một số sắc tộc đặc biệt. Các vùng hành chính được chia nhỏ tiếp thành các thành phố, khu vực và các làng. Các thành phố lớn được chia thành các quận.
| Tên              | Thủ phủ     |
| ---------------- | ----------- |
| Vùng hành chính  |             |
| Vùng Ayeyarwady  | Pathein     |
| Vùng Bago        | Bago        |
| Vùng Magway      | Magway      |
| Vùng Mandalay    | Mandalay    |
| Vùng Sagaing     | Sagaing     |
| Vùng Tanintharyi | Dawei       |
| Vùng Yangon      | Yangon      |
| Bang             |             |
| Bang Chin        | Hakha       |
| Bang Kachin      | Myitkyina   |
| Bang Kayin       | Pa-an       |
| Bang Kayah       | Loikaw      |
| Bang Mon         | Mawlamyaing |
| Bang Rakhine     | Sittwe      |
| Bang Shan        | Taunggyi    |

Các vùng và bang của Myanmar lại được chia thành các huyện (kayaing). Bang Shan là bang có nhiều (11) huyện nhất. Các bang Chin, bang Mon và bang Kayah chỉ có hai huyện mỗi bang.

### Quyền con người
Có sự đồng thuận rằng chế độ độc tài quân sự cũ ở Myanmar (1962–2010) là một trong những chế độ đàn áp và khắc nghiệt nhất trên thế giới . Vào tháng 11 năm 2012, Samantha Power, trợ lý đặc biệt về nhân quyền của Tổng thống Mỹ Barack Obama, đã viết trên blog của Nhà Trắng trước chuyến thăm của Tổng thống Obama tới Myanmar rằng: "Lạm dụng nhân quyền nghiêm trọng chống lại thường dân ở một số khu vực tiếp tục diễn ra, bao gồm cả phụ nữ và trẻ em."  Các thành viên của Liên Hợp Quốc và các tổ chức nhân quyền quốc tế lớn đã đưa ra các báo cáo lặp đi lặp lại và nhất quán về tình trạng vi phạm nhân quyền lan rộng và có hệ thống ở Myanmar. Đại hội đồng Liên Hợp Quốc đã nhiều lần kêu gọi chính quyền quân sự Myanmar tôn trọng nhân quyền vào tháng 11/2009 Đại hội đồng đã thông qua nghị quyết "lên án mạnh mẽ các hành vi vi phạm liên tục về quyền con người và quyền tự do cơ bản" và kêu gọi chính quyền quân sự Myanmar "thực hiện các biện pháp khẩn cấp để chấm dứt vi phạm luật phap quốc tế về nhân quyền và nhân đạo." 
Các tổ chức nhân quyền quốc tế bao gồm Tổ chức Theo dõi Nhân quyền, Tổ chức Ân xá Quốc tế và Hiệp hội Tiến bộ Khoa học Hoa Kỳ đã nhiều lần ghi nhận và lên án các vụ vi phạm nhân quyền trên diện rộng ở Myanmar. Vào tháng 7 năm 2013, Hiệp hội hỗ trợ các tù nhân chính trị chỉ ra rằng có khoảng 100 tù nhân chính trị bị giam giữ trong các nhà tù Myanmar 

#### Những cáo buộc về tội ác và diệt chủng đối với người Rohingya
Người Rohingya đã liên tục phải đối mặt với các hành vi phạm nhân quyền bởi chính quyền Myanmar, họ thậm chí còn không được chính quyền Myanmar công nhận là công dân của nước này. Người Rohingya đã bị từ chối quyền công dân Myanmar kể từ khi ban hành Luật công dân 1982. Luật đã tạo ra ba loại quyền công dân: công dân, công dân liên kết và công dân nhập tịch. Quyền công dân được trao cho các dân tộc như Kachin, Kayah (Karenni), Karen, Chin, Burman, Mon, Rakhine, Shan, Kaman, hoặc Zerbadee. Công dân liên kết được trao cho những người không thể chứng minh được rằng tổ tiên của họ đã định cư tại Myanmar trước năm 1823, nhưng có thể chứng minh họ có một ông bà, hoặc tổ tiên trước năm 1823, là công dân của một quốc gia khác, cũng như những người nộp đơn xin nhập tịch vào năm 1948 và đủ điều kiện theo luật hồi đó. Công dân nhập tịch chỉ dành cho những người có ít nhất một trong hai người cha hoặc mẹ thuộc một trong hai loại công dân Miến Điện trên hoặc có thể cung cấp "bằng chứng kết luận" rằng cha mẹ họ đã nhập cư và cư trú tại Miến Điện từ trước khi nước này dành độc lập vào năm 1948. Chính phủ Myanmar đã cố gắng trục xuất người Rohingya ra khỏi đất nước và đưa những người không phải là người Rohingyas thay thế họ  - chính sách này đã dẫn đến việc trục xuất khoảng một nửa (400.000) người Rohingya ra khỏi Myanmar. Người Rohingya được mô tả "một trong những dân tộc thiểu số bị đàn áp nhiều nhất thế giới" .
Người Rohingya cũng không được phép di chuyển mà không có sự cho phép, bị cấm sở hữu đất đai và phải ký cam kết không có nhiều hơn hai con. Đến tháng 7 năm 2012, người Rohingya vẫn không nằm trong danh sách hơn 130 dân tộc tại Myanmar của chính phủ, kể từ năm 1982 họ được chính phủ Myanmar phân loại là người Hồi giáo Bengali không quốc tịch có nguồn gốc từ Bangladesh - do đó, chính phủ Myanmar tuyên bố rằng những người Rohingya không được cấp quốc tịch Myanmar .
Kể từ khi quá trình chuyển đổi sang nền dân chủ bắt đầu vào năm 2011, bạo lực vẫn tiếp tục xảy ra khi 280 người Rohingya thiệt mạng và 140.000 người buộc phải chạy trốn khỏi nhà của họ ở bang Rakhine . Một phái viên của Liên Hợp Quốc đưa tin vào tháng 3 năm 2013 rằng tình trạng bất ổn đã tái xuất hiện giữa cộng đồng Phật giáo và Hồi giáo của Myanmar, với bạo lực lan rộng đến các thị trấn nằm gần Yangon hơn .

#### Bạo loạn bang Rakhine năm 2012
Bạo động tại bang Rakhine năm 2012 là một loạt các cuộc xung đột đang diễn ra chủ yếu giữa những người Phật tử Rakhine và những người Hồi giáo Rohingya ở bang Rakhine phía bắc của Myanmar, dù đến tháng 10 năm 2012 thì người Hồi giáo thuộc tất cả các dân tộc khác ở quốc gia này đã bắt đầu trở thành mục tiêu bị tấn công. Các cuộc bạo loạn diễn ra sau nhiều tuần tranh chấp bè phái và đã bị lên án bởi hầu hết mọi người ở cả hai phía của cuộc xung đột. Nguyên nhân trực tiếp của các cuộc bạo loạn là không rõ ràng, với nhiều nhà bình luận đưa ra việc người Rakhine Phật giáo giết chết mười người Miến Điện Hồi giáo sau vụ hãm hiếp và giết chết một phụ nữ dân tộc Rakhine là nguyên nhân chính. Chính phủ Myanmar phản ứng bằng cách áp đặt lệnh giới nghiêm và bằng cách triển khai quân đội ở khu vực. Ngày 10 tháng 6, tình trạng khẩn cấp đã được loan báo trong Rakhine, cho phép quân đội tham gia vào việc quản lý khu vực Đến thời điểm 22 tháng 8 năm 2012, chính thức đã có 88 trường hợp bị giết chết – 57 người Hồi giáo và 31 người theo Phật giáo. Ước tính có khoảng 90.000 người đã bị dời chỗ ở do bạo động. Khoảng 2.528 ngôi nhà bị đốt cháy, và của những người, 1.336 ngôi nhà thuộc người Rohingya và 1192 ngôi nhà thuộc về người Rakhine. Quân đội Miến Điện và cảnh sát bị cáo buộc đóng vai trò hàng đầu trong việc nhắm mục tiêu vào người Rohingya thông qua việc bắt giữ hàng loạt và bạo lực độc đoán.. Một số tổ chức của các nhà sư Phật giáo đóng một vai trò quan trọng trong cuộc đấu tranh dân chủ của Myanmar đã thực hiện các biện pháp ngăn chặn bất kỳ sự hỗ trợ nhân đạo nào cho cộng đồng người Rohingya.

#### Khủng hoảng di cư Rohingya năm 2015
Cuộc khủng hoảng người tị nạn Rohingya 2015 là sự cố gắn liền với sự di dân bất hợp pháp của hàng nghìn người Rohingya từ Myanmar, được phương tiện truyền thông quốc tế gọi chung là "thuyền nhân", tới Đông Nam Á bao gồm các nước Indonesia, Malaysia, Thái Lan bằng tàu thuyền vượt qua eo biển Malacca và biển Andaman.
Cao ủy Liên Hợp Quốc về người tị nạn ước tính có khoảng 25.000 người từ tháng 1-3/2015 lên thuyền vượt biên. Có những tuyên bố rằng khoảng 100 người đã thiệt mạng tại Indonesia, 200 tại Malaysia và 10 tại Thái Lan, khi bị những kẻ buôn người bỏ lại trên biển.
Theo ước tính có khoảng 140.000 người trong số từ 800.000-1,1 triệu người Rohingya đã buộc phải tìm nơi ẩn náu tại các trại di dời sau cuộc bạo loạn bang Rakhine năm 2012. Để thoát khỏi sự trấn áp và chính sách khủng bố hơn 100,000 đã chạy trốn khỏi Myanmar bằng đường biển kể từ năm 2012. Một ước tính có khoảng 3000 thuyền nhân Myanmar và Bangladesh đã được giải cứu hoặc bơi vào bờ, vài nghìn người vẫn bị mắc kẹt trên thuyền ngoài biển với rất ít thức ăn và nước. Cuộc khủng hoảng do những kẻ buôn người gây ra.

#### Cuộc đàn áp người Rohingya tại Myanmar 2016-17
Theo báo cáo của chính quyền Myanmar vào ngày 09 Tháng Mười 2016, một số cá nhân có vũ trang đã tấn công nhiều trạm cảnh sát biên phòng ở bang Rakhine khiến chín nhân viên cảnh sát tử vong. Vũ khí và đạn dược cũng bị cướp mất. Các cuộc tấn công lớn đã diễn ra tại thị trấn Maungdaw của nhà nước. Danh tính của những kẻ tấn công vẫn chưa được biết, mặc dù nó đã được cho là một nhóm tách khỏi Tổ chức Đoàn Kết Rohingya.
Sau sự kiện trạm cảnh sát, quân đội Miến Điện đã bắt đầu một chiến dịch đàn áp lớn trong các làng mạc phía bắc của bang Rakhine. Trong cuộc hành quân khởi đầu, hàng chục người đã thiệt mạng và nhiều người đã bị bắt giữ. Số thương vong đã gia tăng theo diễn tiến của cuộc đàn áp. Những vụ bắt giữ tùy tiện, hạ thủ, hiếp dâm tàn bạo nhắm vào dân thường, và cướp bóc đã được thực hiện. Theo báo cáo của giới truyền thông, hàng trăm người Rohingya đã bị giết tính đến tháng 12 năm 2016, và nhiều người đã chạy trốn khỏi Myanmar với tư cách tị nạn để tìm nơi trú ẩn trong các khu vực lân cận của Bangladesh.
Cuối tháng Mười một, Tổ chức Theo dõi Nhân quyền HRW công bố hình ảnh vệ tinh cho thấy rằng có khoảng 1250 ngôi nhà của người Rohingya trong năm ngôi làng đã bị thiêu rụi bởi các lực lượng an ninh. Các phương tiện truyền thông và các tổ chức nhân quyền thường xuyên báo cáo các hành vi xâm phạm nhân quyền nghiêm trọng của quân đội Myanmar. Trong một biến cố vào tháng Mười Một, quân đội Myanmar đã sử dụng máy bay trực thăng để bắn giết dân làng. Tính đến tháng 11 năm 2016, Myanmar vẫn chưa cho phép các giới truyền thông và các tổ chức nhân quyền vào những khu vực bị đàn áp. Do đó, các con số chính xác về thương vong dân sự vẫn chưa được rõ. Bang Rakhine đã được gọi là một "hố đen về thông tin".
Những người đã chạy trốn khỏi Myanmar để thoát cuộc đàn áp đã báo cáo rằng phụ nữ bị hiếp dâm, nam giới bị giết chết, nhà nhà bị đốt phá, và trẻ em bị ném vào các ngôi nhà đang bốc cháy. Thuyền bè chở người tị nạn Rohingya trên sông Naf thường bị bắn hạ bởi quân đội Myanmar.
Ngày 03 tháng 2 năm 2017, Văn phòng Cao ủy Liên Hợp Quốc về Nhân quyền công bố một báo cáo dựa trên các cuộc phỏng vấn với hơn 200 người tị nạn Rohingya, trong đó nói rằng các ngược đãi bao gồm hiếp dâm tập thể, giết người hàng loạt, và thảm sát trẻ em. Gần một nửa số người được phỏng vấn nói rằng các thành viên gia đình của họ đã bị giết hại. Một nửa số phụ nữ được phỏng vấn nói rằng họ đã bị cưỡng hiếp hoặc tấn công tình dục: báo cáo mô tả bạo hành tình dục là "quy mô và có hệ thống". Quân đội và cảnh sát tuyên bố đã đốt cháy "nhà cửa, trường học, chợ búa, cửa hàng và đền thờ Hồi giáo" thuộc sở hữu hoặc được sử dụng bởi những người Rohingya.

## Kinh tế
Myanmar là một trong những nước nghèo nhất thế giới với hàng thập kỷ ở trong tình trạng trì trệ, quản lý kém và bị cô lập. Sau khi một chính phủ nghị viện được thành lập năm 1948, Thủ tướng U Nu đã nỗ lực biến Miến Điện trở thành một quốc gia thịnh vượng. Chính quyền của ông đã thông qua Kế hoạch kinh tế hai năm nhưng tiếc thay đây là một kế hoạch sai lầm. Vụ đảo chính năm 1962 tiếp sau là một kế hoạch phát triển kinh tế được gọi là Con đường Miến Điện tiến tới Chủ nghĩa xã hội, một kế hoạch nhằm quốc hữu hóa mọi ngành công nghiệp, ngoại trừ nông nghiệp. Năm 1989, chính phủ Myanmar bắt đầu bãi bỏ kiểm soát tập trung hóa nền kinh tế và tự do hóa một số lĩnh vực kinh tế. Các ngành công nghiệp mang lại lợi nhuận như ngọc, dầu khí và lâm nghiệp vẫn bị kiểm soát chặt chẽ. Gần đây những ngành này đã được một số tập đoàn nước ngoài liên doanh cùng chính phủ tham gia khai thác.
Myanmar bị liệt vào hạng nước kém phát triển nhất năm 1987. Từ năm 1992, khi Than Shwe lên lãnh đạo quốc gia, chính phủ đã khuyến khích du lịch. Tuy nhiên, chưa tới 750.000 du khách tới nước này hàng năm. Các doanh nghiệp tư nhân thường là đồng sở hữu hay thuộc sở hữu trực tiếp của Tatmadaw. Trong những năm gần đây, cả Trung Quốc và Ấn Độ đều nỗ lực phát triển quan hệ với chính phủ nước này vì mục tiêu lợi ích kinh tế. Nhiều quốc gia khác, trong đó gồm cả Hoa Kỳ, Canada và Liên minh châu Âu, đã áp đặt các lệnh cấm vận thương mại và đầu tư đối với Myanmar. Đầu tư nước ngoài chủ yếu từ Trung Quốc, Singapore, Hàn Quốc, Ấn Độ và Thái Lan.
Ở thời thuộc địa Anh, Miến Điện là một trong những nước giàu có nhất vùng Đông Nam Á. Đây là nước xuất khẩu gạo lớn nhất thế giới và là nước cung cấp dầu khí thông qua Công ty Dầu khí Miến Điện. Miến Điện cũng có nguồn tài nguyên thiên nhiên phong phú và nhân lực dồi dào. Họ sản xuất 75% lượng gỗ tếch của thế giới, và dân cư có tỷ lệ biết đọc biết viết cao. Nước này từng được tin tưởng sẽ có tương lai phát triển nhanh chóng.
Ngày nay, Myanmar thiếu cơ sở hạ tầng cần thiết. Trao đổi hàng hóa chủ yếu qua biên giới với Thái Lan, và đó cũng là đầu mối xuất khẩu ma túy lớn nhất, và dọc theo Sông Ayeyarwady. Đường sắt cũ kỹ và mới ở mức kỹ thuật sơ khai, hiếm khi được sửa chữa từ khi được xây dựng trong thập niên 1800. Đường giao thông thường không được trải nhựa, trừ tại các thành phố lớn. Thiếu hụt năng lượng là điều thường thấy trong nước, kể cả tại Yangon. Myanmar cũng là nước sản xuất thuốc phiện lớn thứ hai thế giới, chiếm 8% tổng lượng sản xuất toàn cầu và là nguồn cung cấp các tiền chất ma túy lớn gồm cả amphetamines. Các ngành công nghiệp khác gồm sản phẩm nông nghiệp, dệt may, sản phẩm gỗ, vật liệu xây dựng, kim cương, kim loại, dầu mỏ và khí ga. Việc thiếu hụt nguồn nhân công trình độ cao cũng là một vấn đề ngày càng tăng đối với kinh tế Myanmar.
Tính đến năm 2016, GDP của Myanmar đạt 68.277 tỷ USD, đứng thứ 73 thế giới, đứng thứ 25 châu Á và đứng thứ 7 Đông Nam Á.

## Nhân khẩu

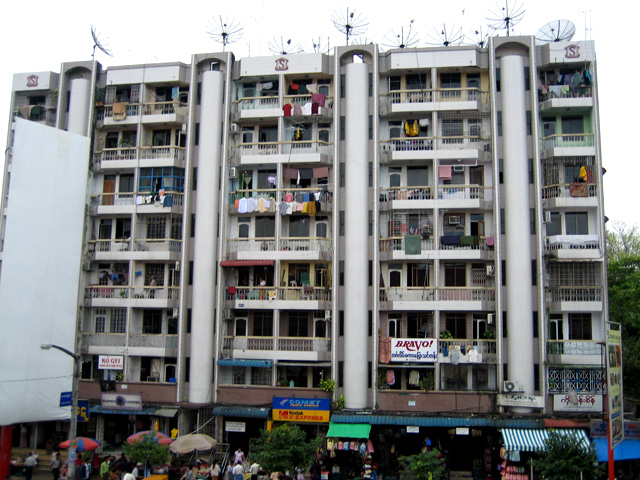
Một tòa nhà chung cư tại khu kinh doanh Yangon, đối diện Chợ Bogyoke. Đa số dân đô thị Yangon sống trong những khu chung cư đông đúc

Myanmar có dân số là 51,419,420 theo điều tra nhân khẩu năm 2014 . Có hơn 600.000 công nhân nhập cư Myanmar có đăng ký tại Thái Lan, và hàng triệu người lao động bất hợp pháp khác. Những công nhân nhập cư Myanmar chiếm 80% số lao động nhập cư tại Thái Lan. Mật độ dân số bình quân của Myanmar là 75 người trên km², một trong những mức thấp nhất vùng Đông Nam Á. Các trại tị nạn tồn tại dọc theo biên giới Ấn Độ-Myanmar, Bangladesh-Myanmar và Myanmar-Thái Lan và hàng ngàn người khác sống tại Malaysia. Những ước tính thận trọng cho rằng hơn 295.800 người tị nạn từ Myanmar, đa số là người Rohingya, Kayin và Karenni.

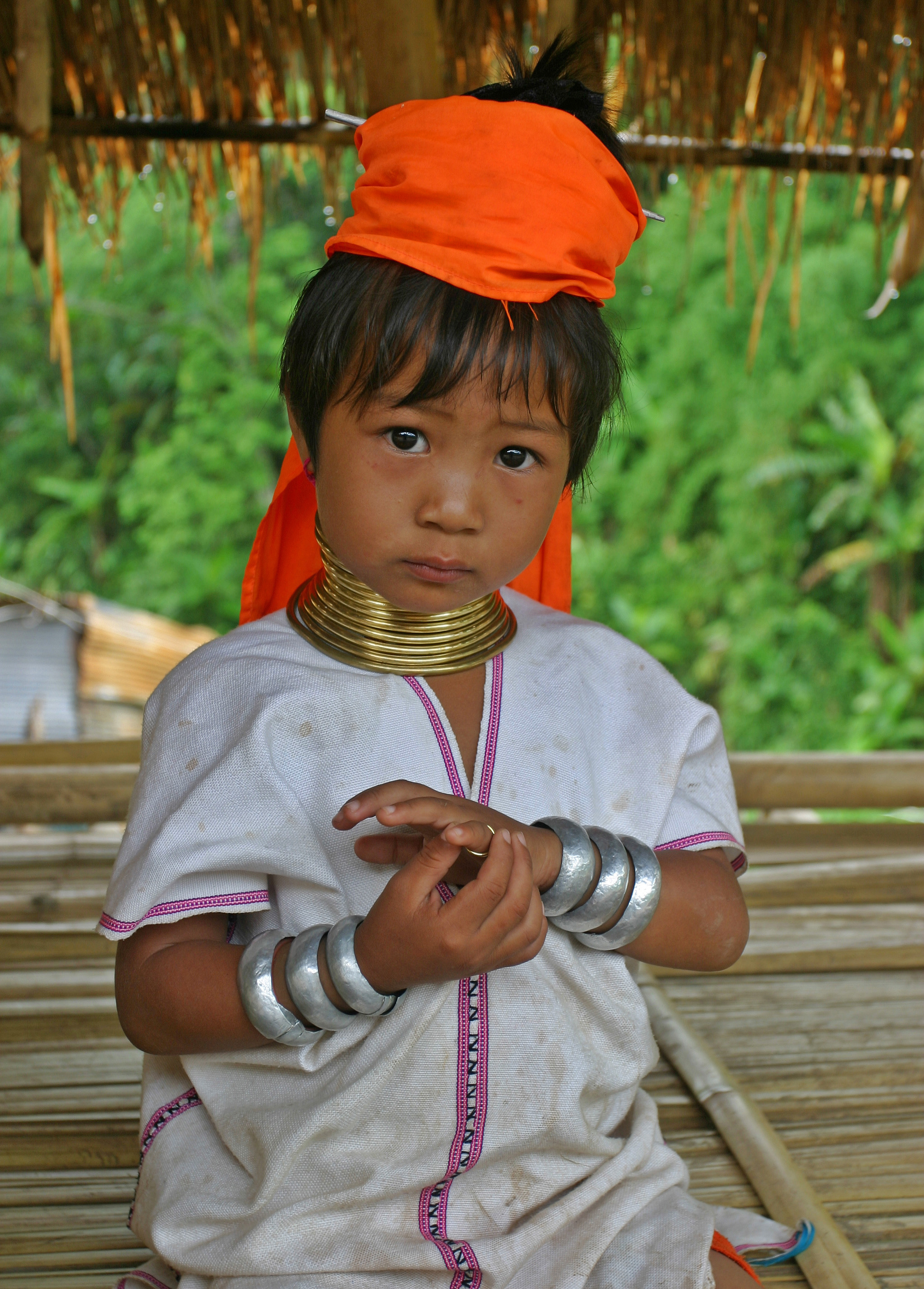
Một em bé thuộc cộng đồng thiểu số Padaung, một trong nhiều dân tộc thiểu số tạo nên dân số Myanmar

### Dân tộc
Myanmar rất đa dạng về chủng tộc dân cư. Dù chính phủ công nhận 135 dân tộc khác nhau, con số thực thấp hơn nhiều. Người Bamar chiếm khoảng 68% dân số, 10% là người Shan. Người Kayin chiếm 7% dân số, người Rakhine chiếm 4%. Người Hoa chiếm gần 3% dân số. Người Môn, chiếm 2% dân số, là nhóm người có quan hệ dân tộc và ngôn ngữ với người Khmer. Người Ấn chiếm 2%. Số còn lại là người Kachin, Chin và các nhóm thiểu số khác.

### Tôn giáo
Tôn giáo tại Myanmar (2014)

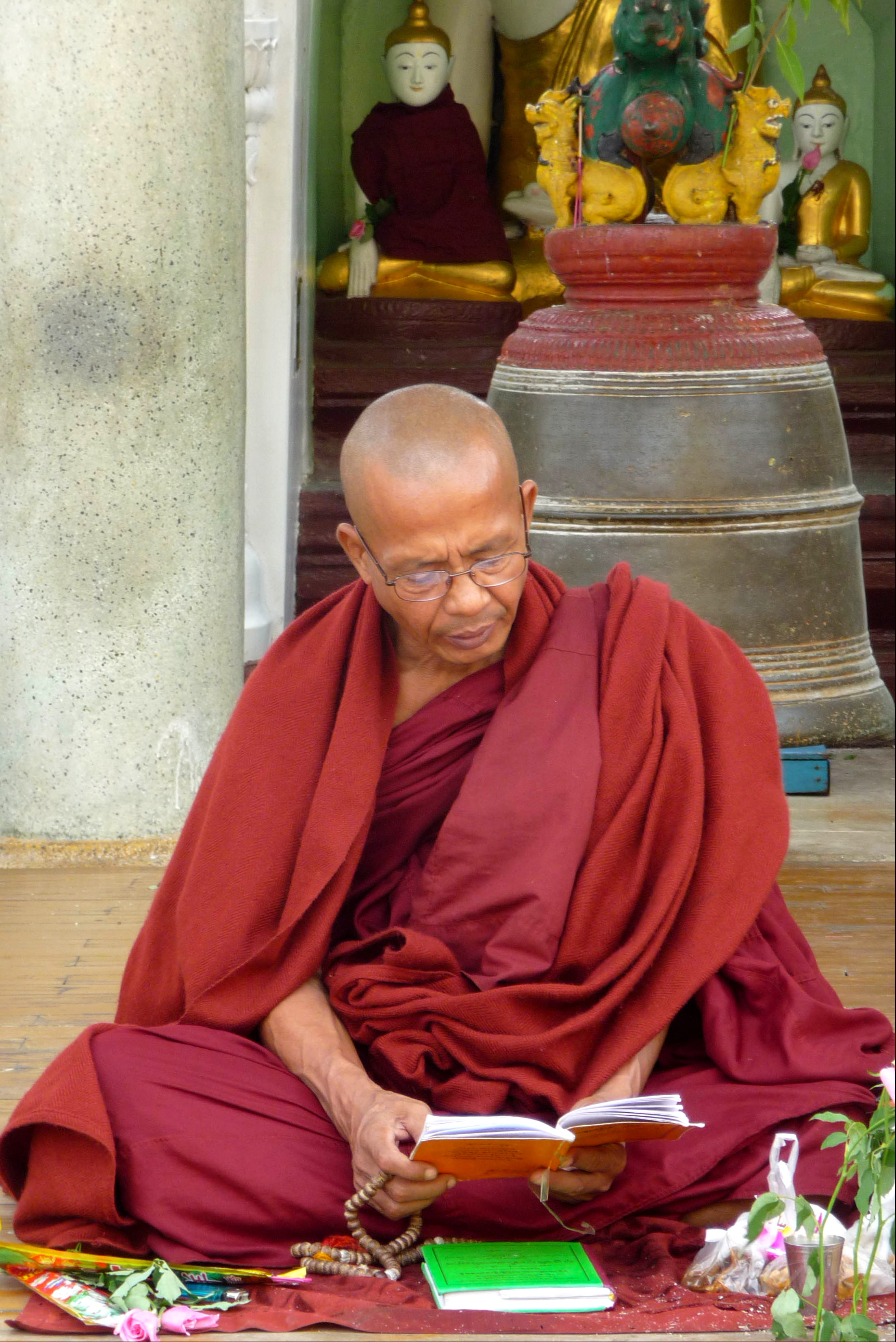
Một tu sĩ Phật giáo tại chùa Schwedagon

Phật giáo Thượng tọa bộ là quốc giáo và tôn giáo phổ biến nhất ở Myanmar. Ước tính từ 80% đến 89% dân số Myanmar theo Phật giáo. Theo kết quả điều tra dân số Myanmar 2014, 87,9% dân số theo Phật giáo, 6,2% theo Kitô giáo; 4,3% theo Hồi giáo, 0,8% theo các tôn giáo bộ lạc, 0,5% theo Ấn Độ giáo, 0,2% theo tôn giáo khác và 0,1% không tôn giáo.
Có khoảng 500.000 tăng sĩ Phật giáo và 75.000 nữ tu tại Myanmar. Người Myanmar hầu hết được thực hành tự do tôn giáo, ngoại trừ một số nhóm thiểu số như người Rohingya và Kitô hữu ở Chin. Nhân Chứng Giê-hô-va du nhập vào Myanmar từ năm 1914 và hiện tại có khoảng 80 cộng đoàn trên cả nước và một văn phòng tại Yangon. Một cộng đồng người Do Thái nhỏ tồn tại ở Yangon với một giáo đường nhưng không có rabbi thường trực.

### Ngôn ngữ
Tiếng Miến Điện là tiếng mẹ đẻ của người Bamar và là ngôn ngữ chính thức của Myanmar. Tiếng Miến Điện về mặt ngôn ngữ học có liên quan tới tiếng Tây Tạng và tiếng Trung Quốc. Nó được viết bằng ký tự gồm các chữ hình tròn và nửa hình tròn, có nguồn gốc từ ký tự Môn. Bảng chữ cái này được phỏng theo ký tự Môn, ký tự Môn được phát triển từ ký tự nam Ấn Độ trong thập niên 700. Những văn bản sớm nhất sử dụng ký tự được biết tới từ thập niên 1000. Ký tự này cũng được sử dụng để viết chữ Pali, ngôn ngữ thiêng liêng của Phật giáo Nguyên Thủy. Ký tự Miến Điện cũng được dùng để viết nhiều ngôn ngữ thiểu số khác, gồm Shan, nhiều thổ ngữ Karen và Kayah (Karenni); ngoài ra mỗi ngôn ngữ còn có thêm nhiều ký tự và dấu phụ đặc biệt khác. Tiếng Mayanmar sử dụng nhiều từ thể hiện sự kính trọng và phân biệt tuổi tác. Xã hội Myanmar truyền thống rất nhấn mạnh tầm quan trọng của giáo dục. Bên trong các ngôi làng, giáo dục do các giáo sĩ truyền dạy thường diễn ra trong các ngôi chùa. Giáo dục trung học và giáo dục cao đẳng/đại học thuộc các trường của chính phủ.
Myanmar có bốn ngữ hệ chính: Hán-Tạng, Nam Á, Tai-Kadai và Ấn-Âu. Các ngôn ngữ thuộc hệ Hán-Tạng được sử dụng nhiều nhất. Chúng gồm tiếng Myanmar, tiếng Karen, Kachin, tiếng Chin và tiếng Hoa. Ngôn ngữ Tai-Kadai chính là tiếng Shan. Tiếng Môn là ngôn ngữ Nam Á chính được sử dụng ở Myanmar. Hai ngôn ngữ Ấn-Âu chính là tiếng Pali, ngôn ngữ dùng trong nghi thức của Phật giáo Nam truyền và tiếng Anh.

### Giáo dục
Năm 2000, tỷ lệ biết đọc biết viết chính thức của Myanmar là 89,9%. Về mặt lịch sử, Myanmar có tỷ lệ biết chữ cao. Nhằm đạt mức đánh giá tình trạng quốc gia kém phát triển của Liên Hợp Quốc để được cho vay vốn, Myanmar đã hạ thấp mức biết chữ của nước mình từ 78,6% xuống còn 18,7% năm 1987.

## Văn hóa

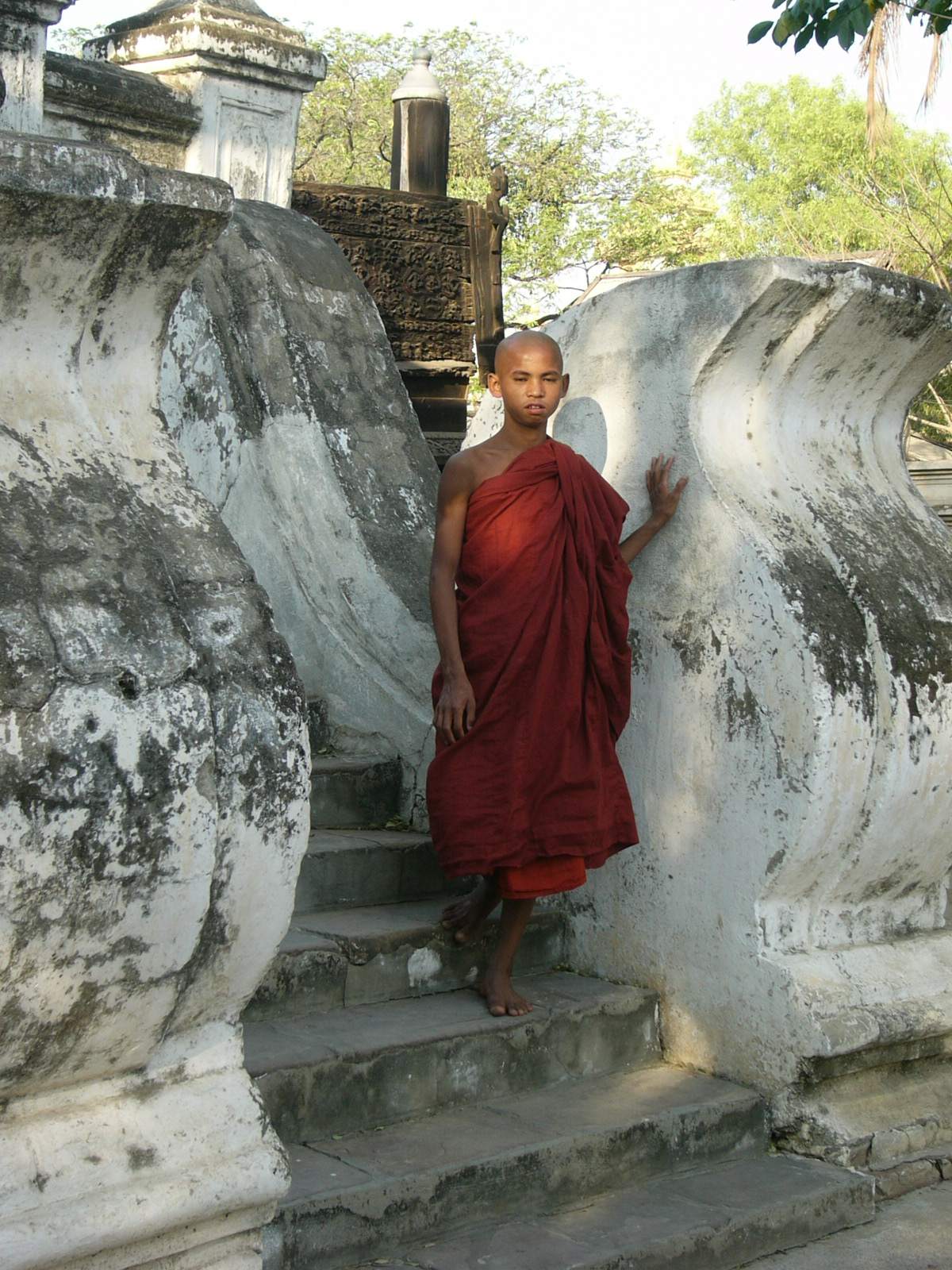
Những người đi tu được kính trọng trên khắp Myanmar, đây là một trong những quốc gia có đa số Phật giáo Nguyên Thủy trên thế giới

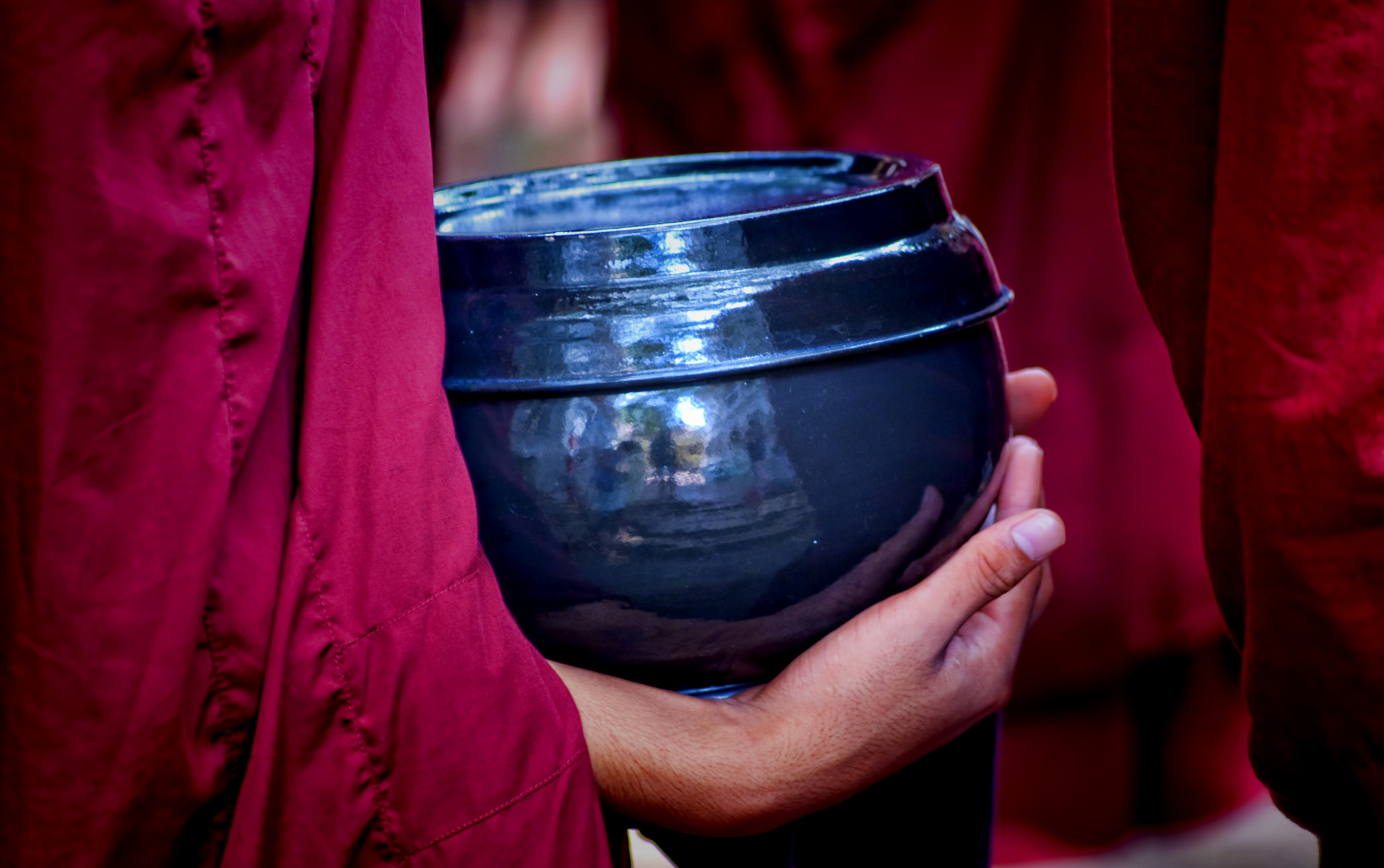
Bát khất thực ở Miến Điện

Dù có nhiều nền văn hóa bản xứ tồn tại ở Myanmar, nền văn hóa chiếm vị trí trọng yếu là Phật giáo và Bamar. Văn hóa Bamar từng bị ảnh hưởng từ các nền văn hóa các nước xung quanh. Nó được biểu hiện qua ngôn ngữ, ẩm thực, âm nhạc, nhảy múa và sân khấu. Nghệ thuật, đặc biệt là văn học, trong lịch sử từng bị ảnh hưởng bởi văn hóa Phật giáo Nam truyền Miến Điện. Nếu coi thiên sử thi quốc gia của Myanmar, Yama Zatdaw, là một sự phóng tác theo Ramayana, thì nó đã mang nhiều nét ảnh hưởng lớn từ các văn bản Thái, Mon và Ấn Độ của vở kịch này. Phật giáo đi sâu vào văn hóa và là cốt lõi của văn hóa Myanmar.
Trong các làng Myanmar truyền thống, chùa chiền là trung tâm của đời sống văn hóa. Các nhà sư được sùng kính và người dân luôn quỳ trước mặt để tỏ lòng tôn trọng họ. Lễ nhập tu được gọi là shinbyu là lễ đánh dấu sự trưởng thành quan trọng nhất của một chú bé khi vào chùa tu trong một khoảng thời gian ngắn. Các cô bé cũng có lễ xuyên lỗ tai (နားသွင်း) khi đến tuổi trưởng thành. Văn hóa Myanmar được thể hiện rõ rệt nhất tại những ngôi làng nơi các lễ hội địa phương được tổ chức trong suốt năm, lễ hội quan trọng nhất là lễ chùa. Nhiều làng xã ở Myanmar có quy ước, các phong tục và những điều cấm kị riêng.
Thời kỳ cai trị thuộc địa của Anh cũng đã để lại một số ảnh hưởng phương Tây trong văn hóa Myanmar. Hệ thống giáo dục Myanmar theo khuôn mẫu hệ thống giáo dục Anh Quốc. Những ảnh hưởng kiến trúc thuộc địa là điều dễ nhận thấy nhất tại các thành phố lớn như Yangon. Nhiều dân tộc thiểu số, đặc biệt là người Karen ở phía đông nam và người Kachin, người Chin sống ở phía bắc và tây bắc, theo Thiên chúa giáo nhờ công của các nhà truyền giáo.

### Ẩm thực
Ẩm thực Myanmar bị ảnh hưởng nhiều từ ẩm thực Ấn Độ, Trung Quốc, Thái, và các nền văn hóa ẩm thực của các dân tộc thiểu số khác. Món chủ yếu trong ẩm thực Myanmar là gạo. Mỳ và bánh mì cũng là các món thường thấy. Ẩm thực Myanmar thường sử dụng tôm, cá, patê cá lên men, thịt lợn và thịt cừu. Thịt bò, bị coi là món cấm kỵ, rất hiếm được sử dụng. Các món cà ri, như masala và ớt khô cũng được dùng. Mohinga, thường được coi là món quốc hồn Myanmar, gồm nước luộc cá trê có gia vị cà ri và hoa đậu xanh, miến và nước mắm. Các loại quả nhiệt đới thường dùng làm đồ tráng miệng. Các thành phố lớn có nhiều phong cách ẩm thực gồm cả Shan, Trung Quốc và Ấn Độ.

### Âm nhạc
Âm nhạc truyền thống Miến Điện du dương nhưng không hài hòa. Các nhạc cụ gồm một bộ trống được gọi là pat waing, một bộ cồng gọi là kyi waing, một đàn tre gọi là pattala, chũm chọe, nhạc cụ bộ hơi như hnè hay oboe và sáo, bamboo clappers, và nhạc cụ bộ dây, thường được kết hợp thành một giàn giao hưởng gọi là saing waing Saung gauk, một nhạc cụ bộ dây hình chiếc thuyền gồm các dây tơ và thủy tinh trang trí dọc theo thân từ lâu đã đi liền với văn hóa Myanmar. Từ thập niên 1950, các nhạc cụ phương Tây đã trở nên phổ biến, đặc biệt tại các thành phố lớn.

### Thể thao
Các môn võ thuật Lethwei, Bando, Banshay, và Pongyi cùng với chinlone là các môn thể thao truyền thống ở Myanmar. Bóng đá được chơi trên khắp đất nước, ngay cả ở các làng quê. SEA Games 2013 diễn ra tại Naypyidaw, Yangon, Mandalay và Ngwesaung Beach ở Myanmar vào tháng 12, là lần thứ ba sự kiện thể thao này được tổ chức tại Myanmar. Myanmar trước đây đã tổ chức SEA Games vào các năm 1961 và 1969.